# CONCACAF Kup prvaka
CONCAFAF Kup prvaka, ranije Liga prvaka, je najveće klupsko natjecanje u organizaciji CONCACAF-a, osmišljeno kao nadmetanje najboljih nogometnih klubova iz Sjeverne i Srednje Amerike te Kariba.
Tri najuspješnija kluba u ovom natjecanju dolaze iz Meksika, kao i sedam od deset najuspješnijih. Sveukupno su klubovi iz Meksika osvojili 34 naslova prvaka te 17 puta bili drugoplasirani, pa se nerijetko natjecanje naziva "Meksičkom ligom u malom". Najuspješniji klub je América iz mekisčkog glavnog grada sa sedam osvojenih naslova u sedam odigranih završnica. Najviše završnica igrao je meksički klub Cruz Azul, također iz glavnog grada, koji je igrao osam završnica te osvojio sedam naslova.
Prvo izdanje igrano je 1962. godine kada je naslov osvojila meksička Guadalajara. Meksički klubovi Cruz Azul (1969. – 1971.) i Monterrey (2010. – 2013.) triput su zaredom osvajali naslov prvaka. Godine 1978. naslov prvaka osvojila su tri kluba, jer se te godine natjecanje održavalo u tri skupine bez zajedničkog razigravanja za prvaka.

## Vanjske poveznice
- Službene stranice natjecanja  Arhivirana inačica izvorne stranice od 16. studenoga 2020. (Wayback Machine)